# Videoclub
Videoclub è stato un duo musicale elettropop francese, originario di Nantes, formato nel 2018 da Adèle Castillon e Matthieu Reynaud. Il gruppo ha pubblicato solo un album in studio, intitolato Euphories, prima di sciogliersi nel 2021, nonostante il successo internazionale.

## Storia del gruppo
Matthieu Reynaud è il figlio di un ex chitarrista professionista, Régis Reynaud, che gli ha trasmesso la sua passione per la musica. Ha imparato a suonare diversi strumenti e ha composto e registrato mentre era adolescente utilizzando l'attrezzatura di suo padre. Adèle Castillon, nata nel 2001 da una famiglia di artisti, ha avuto successo con il suo canale YouTube lanciato a 13 anni prima di diventare attrice: a soli 17 anni infatti fa parte del cast in Sous le même toit e di L'heure de la sortie.

### Il successo
Matthieu e Adèle si incontrarono a Nantes nel 2018. Mentre Reynaud componeva la musica per Amour plastique saltando gli allenamenti sportivi, il duo registra la canzone nel soggiorno del padre di Matthieu e Julie, la sorella maggiore di Matthieu, registra il video musicale della canzone. Caricato su YouTube nel settembre 2018, la clip ha avuto un rapido successo, in parte grazie alla notorietà di Adèle sulla piattaforma.
Il gruppo pubblicò poi altri titoli come Roi e En nuit, e da quest'ultimo, iniziò a scrivere i propri testi. Il gruppo si esibì durante un primo concerto tutto esaurito l'11 aprile 2019 a Nantes. Inizia una prima tournée nell'estate del 2019. Adèle Castillon e Matthieu Reynaud si esibiscono in particolare all'Unaltrofestival di Milano e al Delta Festival di Marsiglia. Nel gennaio 2020, hanno diverse date esaurite a Parigi e si esibiscono al festival Francofolies della Riunione.
Il 28 gennaio 2021, il singolo Amour plastique è stato certificato oro in Messico. Il duo firma un contratto di distribuzione con la Sony Music. Inizialmente previsto per il 2020, il primo album dei Videoclub, intitolato Euphories, uscì il 29 gennaio 2021.

### La separazione
Il 31 marzo 2021 Videoclub ha pubblicato il video dal titolo SMS, il cui epilogo annunciava la separazione del gruppo, i concerti in programma furono eseguiti dalla sola Adèle Castillon.

## Stile musicale
Il loro stile musicale è definito elettropop, con un lato retrò e una significativa influenza degli anni 80. Cantano principalmente in francese e occasionalmente in inglese. Matthieu Reynaud componeva la musica, mentre i testi venivano scritti da entrambi.

## Membri
- Adèle Castillon – voce, tastiera
- Matthieu Reynaud – voce, chitarra elettrica, tastiera, drum machine, batteria

## Discografia

### Album in studio
- 2021 – Euphories

### Singoli
- Amour plastique (2019)
- Roi (2018)
- Mai (2019)
- Enfance 80 (2020)
- Euphories (2020)
- SMS  (2021)